# 巴特利特 (新罕布什爾州普查規定居民點)
巴特利特（英語：Bartlett）是位於美國新罕布什爾州卡羅爾縣的普查規定居民點。

## 人口
根據2020年美國人口普查的數據，巴特利特的面積為3.92平方千米，當中陸地面積為3.85平方千米，而水域面積為0.06平方千米。當地共有人口351人，而人口密度為每平方千米89.54人。